# Giulio Mancini
Giulio Mancini (ur. 21 lutego 1559 w Sienie, zm. 22 sierpnia 1630 w Rzymie) – włoski  lekarz, kolekcjoner i krytyk sztuki, marszand i pisarz.
Studiował medycynę, filozofię i astrologię na Uniwersytecie w Padwie. W 1592 przeniósł się do Rzymu, gdzie podjął praktykę lekarską. W 1623 roku został osobistym lekarzem papieża Urbana VIII. Był kolekcjonerem i wielbicielem sztuki, obracał się w kręgach artystycznych Rzymu. W latach 1617–1621 napisał dzieło Considerazioni sulla pittura, które jest obecnie cennym źródłem informacji na temat włoskiej sztuki początku XVII w. i artystów takich jak Caravaggio i Annibale Carracci. Książka została wydana po raz pierwszy dopiero w 1956 roku.